# 希内斯
希内斯，是西班牙安达卢西亚自治区塞维利亚省的一个市镇。总面积3平方公里，总人口10918人（2001年），人口密度3639人/平方公里。

## 友好城市
- 法國 圣热利-迪费斯克